# Educación en la ciudad de Caleta Olivia
La Educación en la Ciudad de Caleta Olivia está compuesta por los niveles de educación inicial, primario, medio (secundaria) y superior. En todos los casos las instituciones son de origen público o privado. Según la información del Censo 2010 del INDEC en Caleta Olivia, existe una población estudiantil que asciende a 16 944 habitantes de 3 años o más que asiste a algún centro de enseñanza regular, la cual representa el 32,7 % de la población de la ciudad.
| Rama                    | Cant.de Instituciones |
| ----------------------- | --------------------- |
| Maternal                | 11                    |
| Inicial                 | 15                    |
| Primaria                | 20                    |
| Secundaria              | 15                    |
| Especial                | 4                     |
| Adultos                 | 5                     |
| Terciaria/Universitaria | 5                     |
| Total                   | 75                    |

## Población estudiantil
La población estudiantil está compuesta por el conglomerado de habitantes de 3 años a más, la población en la ciudad asciende a 16 944 personas, que representan el 32,7 % de la población de los distritos que componen la ciudad. Los dos niveles de estudios con mayor población en la ciudad son el nivel secundario de educación básica, y la superior universitaria completa que representan el 29 % y el 15 % de la población estudiantil de la ciudad respectivamente.

### Educación infantil

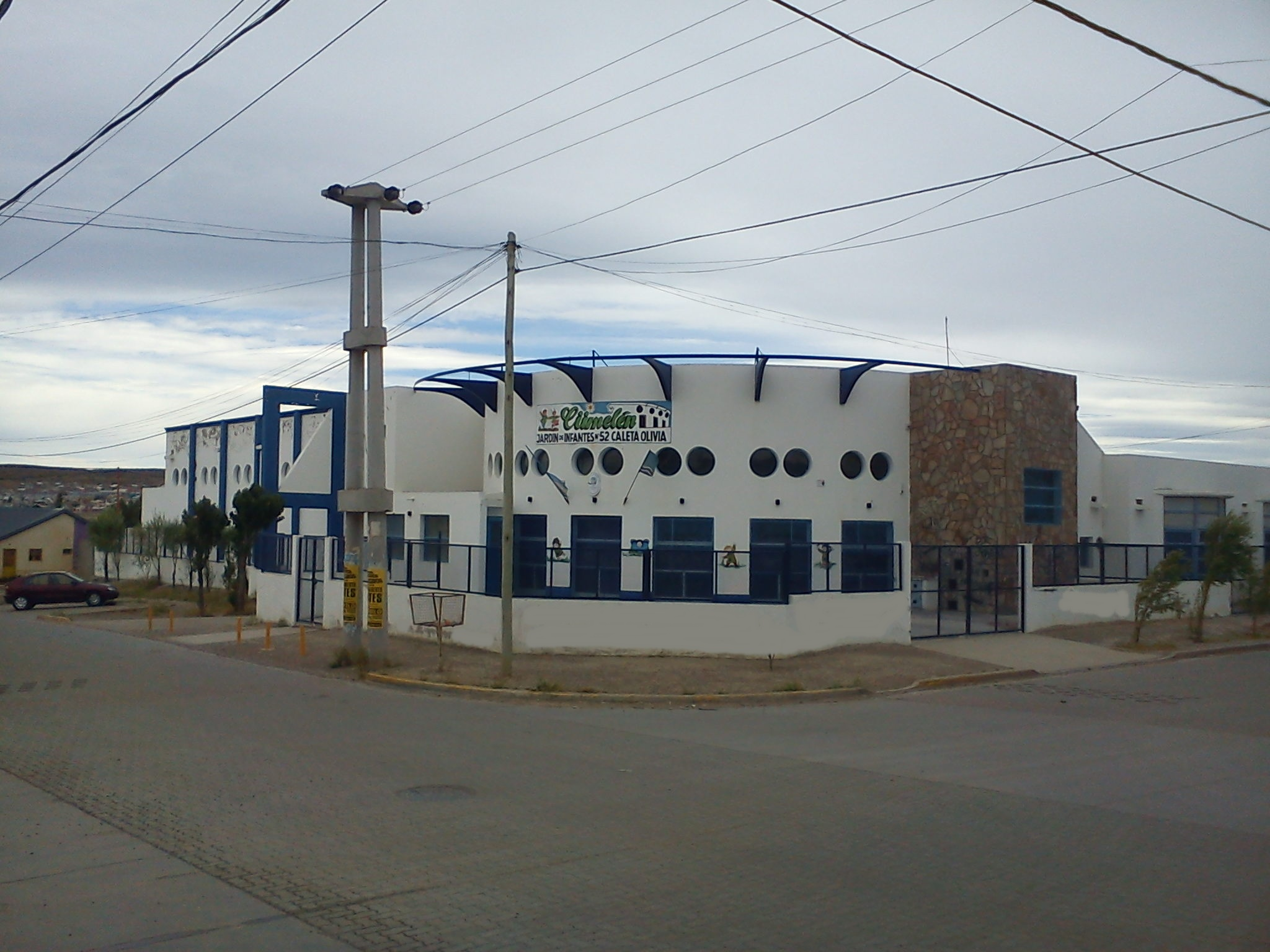
Vista al Jardin N.º 52, ubicado en el Bo. Gran Jardín.

De acuerdo al censo del año 2010, 2404 alumnos alcanzaron el nivel de educación infantil o inicial, algunos de los jardines más antiguos de la ciudad son el Jardín 11 Rucantun, en funcionamiento desde 1962 y el Cardenal Spinola.
| Rama | Instituciones                        | Dirección                   |
| ---- | ------------------------------------ | --------------------------- |
| 1    | Cardenal Spinola                     | Damevin y Don Bosco         |
| 2    | Centro Cristiano del Altísimo School | Bajo Caracoles S/N          |
| 3    | CO.D.E.D.KIDS                        | Avda. Raúl Alfonsín 751     |
| 4    | Jardin Aoniken                       | Hernández 1409              |
| 5    | Senderito de Estrellas               | San José Obrero y Montes    |
| 6    | Jardín N.º 11                        | Vélez Sarsfiel 385          |
| 7    | Jardín N.º 12                        | Barrancas S/N               |
| 8    | Jardín N.º 18                        | Madroñal 530                |
| 9    | Jardín N.º 20                        | Avda. República 930         |
| 10   | Jardín N.º 28                        | Avda. San Martín 558        |
| 11   | Jardín N.º 42                        | Benítez 1340                |
| 12   | Jardín N.º 51                        | Avda. Bartolomé Mitre ≈1300 |
| 13   | Jardín N.º 52                        | Tomillo 730                 |
| 14   | Jardín N.º 57                        | Avda. Tierra del Fuego 1984 |
| 15   | Jardín N.º 58                        | Entre Ríos 2730             |
| 16   | Jardín N.º 67                        | Avda. Julio Carpio 579      |

### Educación primaria
De acuerdo al censo del año 2010, 10 062 alumnos alcanzan el nivel de educación primaria actual, algunas de las escuelas más antiguas y con mayor prestigio de la ciudad son la EPP 14, en funcionamiento desde 1962; EPP 28, EPP 36, EPP 69, Educación Adventista, Colegio Salesiano San Jose Obrero y el Instituto Marcelo Spinola. El nombre en el cual son catalogados es de EPP (Escuela Provincial Primaria) donde se compone de 7 años la cursada. En cuanto a las EDJA (Educación de Jóvenes y Adultos) se compone de 3 años.
Educación Primaria
| Rama | Instituciones                        | Dirección                   |
| ---- | ------------------------------------ | --------------------------- |
| 1    | Centro Cristiano del Altísimo School | Bajo Caracoles S/N          |
| 2    | Co.D.E.D.C.O.                        | Avda. Raúl Alfonsín 751     |
| 3    | Escuela Adventista                   | Avda. Bartolomé Mitre 131   |
| 4    | Escuela San José Obrero              | Jordán 1850                 |
| 5    | Instituto Aonikenk                   | Hernández 1409              |
| 6    | Instituto Marcelo Spinola            | Don Bosco 193               |
| 7    | EPP N.º 13                           | Chacabuco y San José Obrero |
| 8    | EPP N.º 14                           | Álvarez 263                 |
| 9    | EPP N.º 23                           | Caimancito 6095             |
| 10   | EPP N.º 28                           | Namuncura 2657              |
| 11   | EPP N.º 29                           | Beauvoir 833                |
| 12   | EPP N.º 36                           | Azcuenaga 307               |
| 13   | EPP N.º 43                           | Paso 423                    |
| 14   | EPP N.º 57                           | Benitez 1372                |
| 15   | EPP N.º 65                           | San Francisco 930           |
| 16   | EPP N.º 69                           | Avda. Eva Perón 73          |
| 17   | EPP N.º 74                           | Brasil 521                  |
| 18   | EPP N.º 76                           | Las Margaritas 2145         |
| 19   | EPP N.º 79                           | Avda. Julio Carpio 575      |
| 20   | EPP N.º 82                           | Avda. Tierra del Fuego 2062 |
| 21   | EPP N.º 88                           | Entre Ríos 2730             |

### Educación secundaria

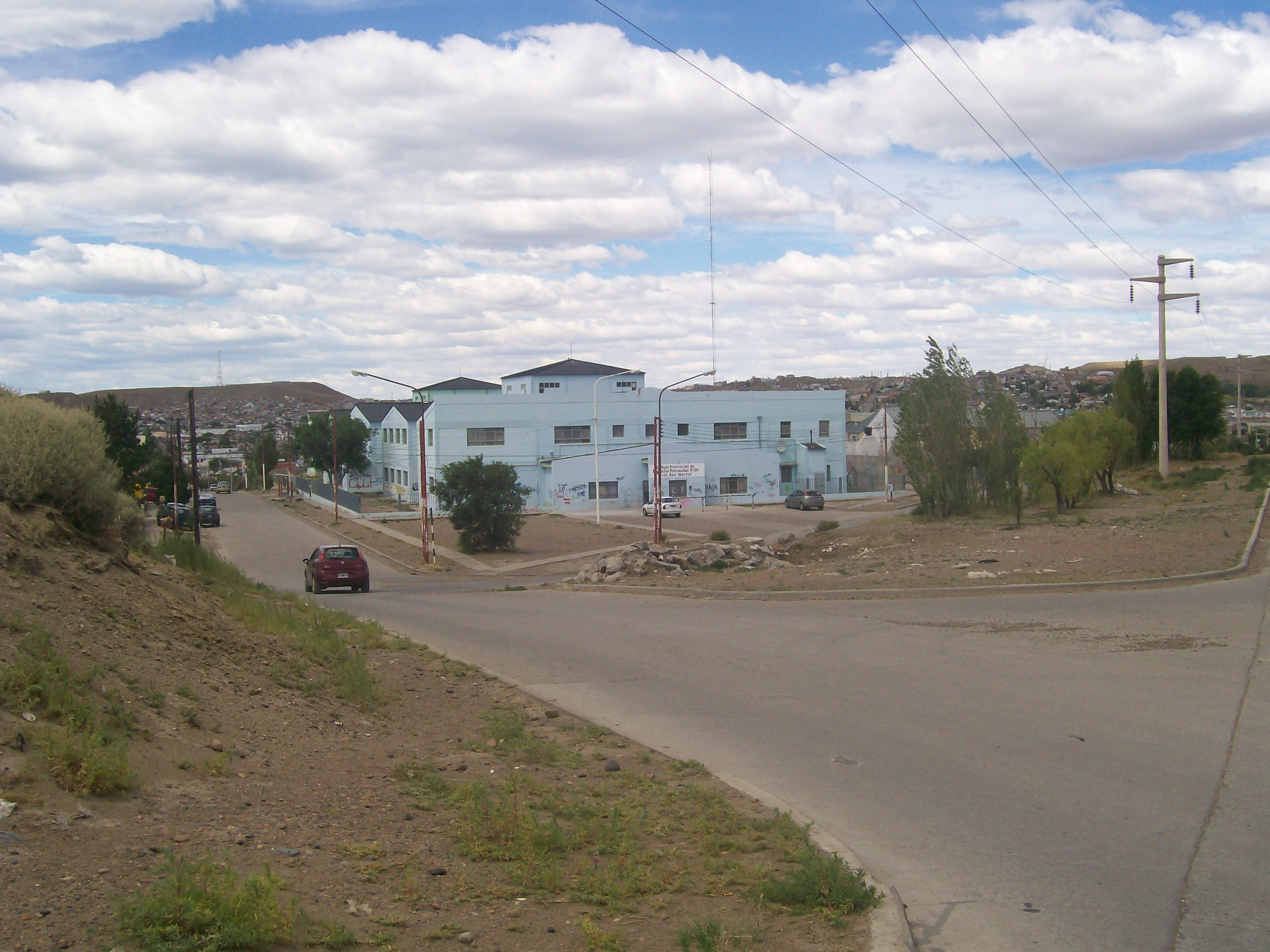
Vista al Colegio Secundario San Martín

De acuerdo al censo del año 2010, 2 741 alumnos alcanzan el nivel de educación secundaria, (tener en cuenta que en 2010 existía 3 años de enseñanza secundaria). Algunos de los colegios más importantes son la Escuela Industrial 1, creada en 1950; Escuela Biología Marina (1 de las 2 que hay en el país)y el Colegio Secundario Nª 20 (Destacado por sus múltiples logros deportivos) . El nombre en el cual son catalogados es de CPES (Colegio Provincial de Educación Secundaria) donde se compone de 5 años la cursada y 6 la técnica (2 años de ciclo básico y 3 años de ciclo orientado (4 en técnica)). En cuanto a las EPJA (Educación Permanente de Jóvenes y Adultos) se compone de 4 años (2 básico y 2 orientado).
Los ciclos orientados (bachiller común y técnica especializada) que ofrecen las instituciones en la ciudad son:
- Humanidades y ciencias sociales
- Ciencias naturales
- Arte y Diseño
- Turismo
- Gimnasia
- Perito mercantíl
- Laboral
- Industria en Procesos
- Maestro Mayor de Obras
- Instalaciones y equipos electromecánicos
- Informática personal y profesional
- Diagramación, diseño y reparación de PC
- Biólogo marino, pesquero y laboratorista
- Gas y petróleo
- Electricidad industrial

Educación Secundaria
| Rama | Instituciones                        | Dirección                    | N.º | Orientación |
| ---- | ------------------------------------ | ---------------------------- | --- | ----------- |
| 1    | Colegio Adventista                   | San José Obrero              | 101 |             |
| 2    | Colegio San José Obrero              | Jordán 1850                  | 102 |             |
| 3    | Instituto Aonikenk                   | Hernández 1409               | 103 |             |
| 4    | Instituto Marcelo Spinola            | Don Bosco 193                | 104 |             |
| 5    | Colegio Técnico de Enseñanza Digital | Alfonsín S/N                 | 105 |             |
| 6    | Colegio Técnico Biología Marina      | Río Santa Cruz 1090          | 1   |             |
| 7    | Colegio Técnico Enrique Mosconi      | Estrada 435                  | 1   |             |
| 8    | Colegio Técnico N.º 10               | Azcuenaga y Virgen del Valle | 10  |             |
| 9    | Colegio Nicolás Avellaneda           | Benítez 1390                 | 6   |             |
| 10   | Colegio Leopoldo Lugones             | Gómez 121                    | 13  |             |
| 11   | Colegio San Martín                   | Bulevar José Koltun 1370     | 20  |             |
| 12   | Colegio Gregorio Álvarez             | Mansilla 2545                | 22  |             |
| 13   | CPES N.º 27                          | Gobernador Paradelo 939      | 27  |             |
| 14   | Colegio Pioneros del Cañadón         | Caimancito 6095              | 33  |             |
| 15   | CPES N.º 42                          | Entre Ríos 2730              | 42  |             |
| 16   | CPES N.º 43                          | Julio Carpio 601             | 43  |             |

### Educación tercearia y universitaria

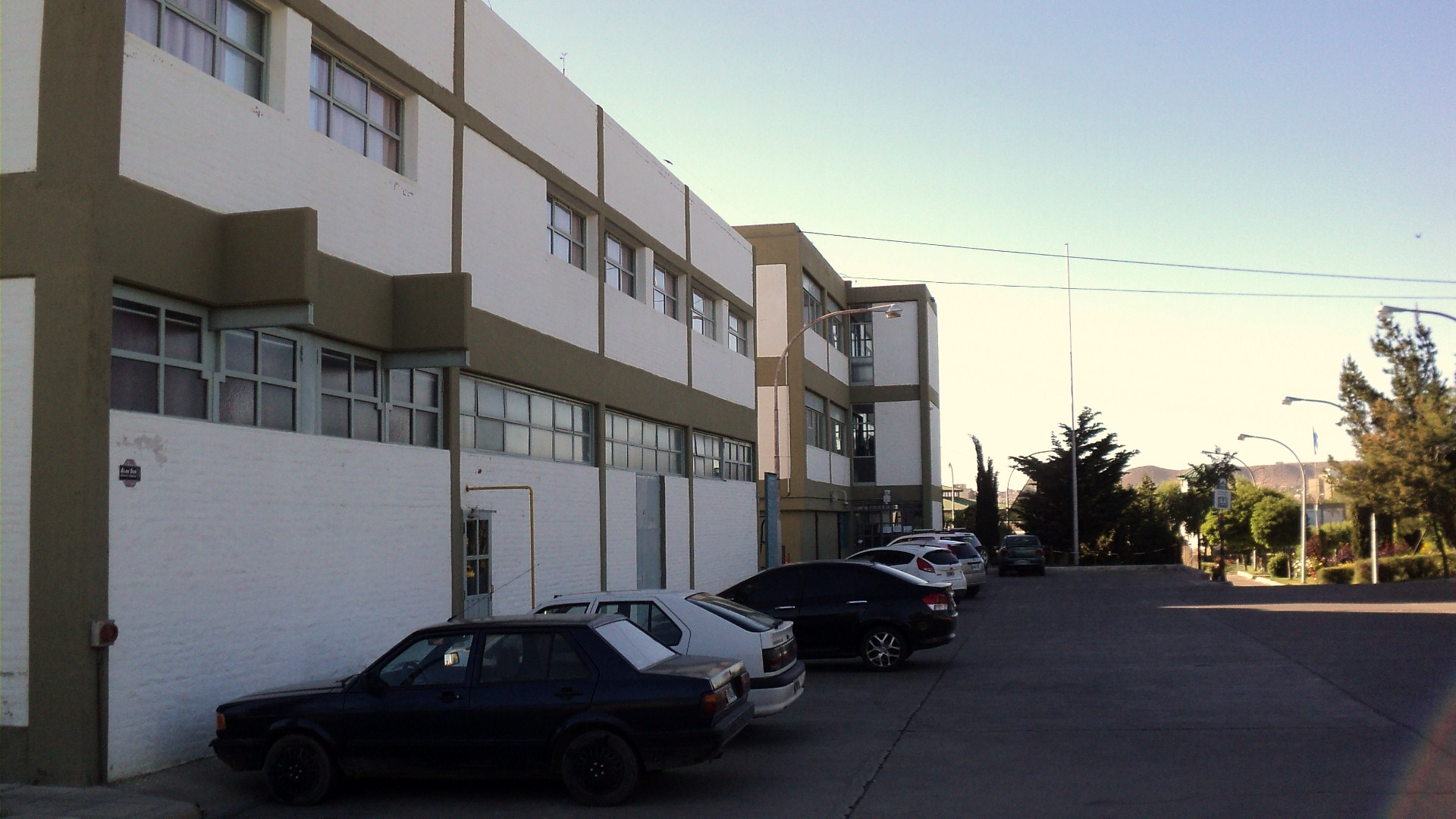
El edificio principal de la sede de Caleta Olivia

De acuerdo al censo del año 2010, 1 531 alumnos alcanzan el nivel de educación de los cuales 517 cursan el terceario en el IPES y en el CeMEPA y 1014 el universitario. Más de 500 alumnos cursan en la Universidad Nacional de la Patagonia San Juan Bosco en la vecina localidad de Comodoro Rivadavia.

### Especial
De acuerdo al censo del año 2010, 270 alumnos alcanzaron el nivel de educación.